# 杉林沙織
杉林 沙織（すぎばやし さおり、1988年11月14日 - ）は、日本のタレント、女優。埼玉県出身。愛称はさおりん。

## 来歴
デビュー後、テレビ東京『おはスタ』月曜のおはガールおよびおはガールフルーツポンチの一員として活動。後に、芸能人女子フットサルチーム・TEAM dreamのメンバーにもなる。エイベックスに所属していたが、2007年3月末のフルーツポンチ解散とともに同社公式サイトのタレントリストから名前が削除された。
その後はBESIDEに所属。2008年夏には、当時同じ事務所に所属していた柊瑠美とともに劇団AND ENDLESSの公演に参加しており、劇団のブログにもコメントを寄せている。舞台稽古に参加している間、劇団員たちからバヤリンの愛称で呼ばれていた。

## 人物
趣味は音楽鑑賞。特技はダンスと新体操。バトントワリングとリボンが得意で、おはガール時代にもそれを披露していた。

## 出演

### テレビ番組
- おはスタ（2002年4月 - 2003年3月、テレビ東京） - 月曜おはガール

### ラジオ番組
- OHA-OHA NIGHT（2002年10月 - 2003年3月、ニッポン放送） - レギュラー

### 映画
- 秋桜（2003年） - 主演・理佳 役[4]
- 欲望（2005年）
- さくらん（2007年） - 白玉 役

### テレビドラマ
- 楽園のつくりかた（2003年11月29日、NHK総合テレビ） - 宮下まゆ 役
- こちら本池上署 第3シリーズ（2004年、TBS） - 原実咲 役
- 3年B組金八先生（TBS） - 小村飛鳥（チビあす） 役
  - 第7シリーズ（2004年10月15日 - 2005年3月25日）
  - スペシャル11「未来へつなげ 3B友情のタスキ〜たった一人の卒業式…3Bの絆は再び迫る薬物依存の魔の手から仲間を救い出せるのか!?」（2005年12月30日）
  - 3年B組金八先生ファイナル〜「最後の贈る言葉」（2011年3月27日）
- ダンドリ。〜Dance☆Drill〜（2006年、フジテレビ） - 空手部・黒崎えりな 役
- ダンドリ娘 第4話（2006年7月12日＝11日深夜、フジテレビ） - 空手部 黒崎えりな 役

### 舞台
- AND ENDLESS summer edition 2008 DECADANCE（2008年、全労済ホール スペース・ゼロ） - 第1部「光と影」ジラファ 役[2]

### CM
- トワールバトン おはガールフルーツポンチ篇（2002年、タカラ）
- ちゃお 2003年3月号（2003年、小学館）
- 佐賀ハウスみかん（2003年）

### 雑誌
- UP to boy（ワニブックス）
- BOMB（学習研究社）
- オリコンウィーク The Ichiban 増刊 Citron（オリコン）
- ちゃお（小学館）
- 週刊少年サンデー（小学館）
- Kindai（近代映画社）
- memew（近代映画社）
- melon（祥伝社）
- Hana* chu→（主婦の友社）